# Саралжинский сельский округ (Западно-Казахстанская область)
Саралжинский сельский округ — административно-территориальное образование в Бокейординском районе Западно-Казахстанской области.

## Административное устройство
1. село Саралжын
2. село Бесколь